# EA Black Box
EA Black Box (dawniej Black Box Games) – były kanadyjski producent gier komputerowych z siedzibą w Vancouver, założony przez m.in. Martina Sikes'a, Paula Tremblaya, Arna i innych byłych pracowników Radical Entertainment.

## Historia
Na początku Black Box Games tworzyło gry o tematyce sportowej, m.in. dla Sega, Midway Games i Electronic Arts. EA dostrzegając potencjał w studiu (pracującym wówczas nad konwersją Need for Speed: Hot Pursuit 2 na PlayStation 2) ogłosiło przejęcie studia 11 czerwca 2002 r. Odtąd przemianowano je na EA Black Box, studio stało się własnością EA Canada; kontrolując cały czas produkcje kolejnych odsłon Need for Speeda.  Seria odnosiła sukcesy, dając graczom takie odsłony jak: Underground, Underground 2, Most Wanted oraz Carbon. W 2005 roku studio usamodzielniło się, pozostając jednak własnością EA. W 2007 z firmy odeszli założyciele studia i założyli United Front Games (Martin Sikes umarł nagle w Wigilię 2007 roku). 18 grudnia 2008 roku Electronic Arts ogłosiło przekazanie opieki nad serią studiu Criterion Games. Powodem takiej decyzji była słaba, dla wydawcy, sprzedaż tytułów ProStreet oraz Undercover i wynikająca z nich niska jakość, spowodowana faktem, że nad tytułami pracowały trzy zespoły, pracujące pod presją czasu. Dzień później, poinformowano też o restrukturyzacji firmy – czego skutkiem było zamknięcie siedziby w Vancouver 22 stycznia 2009 r. (i złożenie wypowiedzeń blisko 200 pracownikom studia pracującym wówczas nad aktualizacją do Undercovera), oraz przeniesieniem samego studia do Burnaby (do tego samego lokalu, co EA Sports). Choć Black Box już nie wspierał serii Need for Speed, to wciąż było zaangażowane w jej rozwój, wraz z EA Singapore i EA Shanghai stworzyli w 2010 sieciowego Need for Speeda: Worlda – samochodowego MMO, będącego wynikiem planów ekspansji wydawcy w rynek gier F2P (obok Battlefield Heroes i Battlefield Play4Free od studia DICE oraz FIFA World od EA Canada). Serwery tych gier zostały wyłączone 14 lipca 2015. Dodatkowo, od 2007 Black Box pracowało nad własną, samodzielną serią Skate – cyklem realistycznych gier o tematyce skateboardingowej, która stała się ogromnym hitem studia. W kwietniu 2011 roku EA ujawniło kolejną odsłonę Need for Speed, nad którą zespół pracował od 2009 roku. Wydane w listopadzie 2011 roku The Run zostało chłodno przyjęte przez krytyków. W kwietniu 2012 roku zadecydowano o zmianie nazwy EA Black Box na Quicklime Games, od tego czasu miało zajmować się rozwojem Need for Speed: World. 19 kwietnia 2013 roku EA dokonało reorganizacji, czego skutkiem było zamknięcie Quicklime Games. Celem tego miało być ustabilizowanie pozycji finansowej EA.

## Wyprodukowane gry
| Tytuł                                 | Rok  | Wydawca         | Platforma                                                      | |
| ------------------------------------- | ---- | --------------- | -------------------------------------------------------------- | --- |
| NHL 2K                                | 2000 | Sega            | Dreamcast                                                      | |
| NASCAR 2001                           | 2000 | EA Sports       | PlayStation                                                    | |
| NHL Hitz 2002                         | 2001 | Midway Games    | GameCube; PlayStation 2; Xbox                                  | |
| James Bond 007: Agent Under Fire      | 2001 | Electronic Arts | GameCube; PlayStation 2; Xbox                                  | Praca nad etapami samochodowymi.                                                                     |
| Sega Soccer Slam                      | 2002 | Sega            | GameCube; PlayStation 2; Xbox                                  | We współpracy z Visual Concepts                                                                      |
| NHL Hitz 2003                         | 2002 | Midway Games    | GameCube; PlayStation 2; Xbox                                  | |
| Need for Speed: Hot Pursuit 2         | 2002 | Electronic Arts | PlayStation 2                                                  | |
| NHL 2004                              | 2003 | Electronic Arts | Microsoft Windows; PlayStation 2; Xbox; GameCube               | |
| Need for Speed: Underground           | 2003 | Electronic Arts | Microsoft Windows; PlayStation 2; Xbox; GameCube               | |
| James Bond 007: Everything or Nothing | 2004 | Electronic Arts | GameCube; PlayStation 2; Xbox                                  | Praca nad etapami samochodowymi.                                                                     |
| NHL 2005                              | 2004 | Electronic Arts | Microsoft Windows; PlayStation 2; Xbox; GameCube               | |
| Need for Speed: Underground 2         | 2004 | Electronic Arts | Microsoft Windows; PlayStation 2; Xbox; GameCube               | |
| Need for Speed: Most Wanted           | 2005 | Electronic Arts | Microsoft Windows; PlayStation 2; Xbox; Xbox 360; GameCube     | |
| James Bond 007: From Russia with Love | 2005 | Electronic Arts | GameCube; PlayStation 2; Xbox                                  | Praca nad etapami samochodowymi                                                                      |
| Need for Speed: Carbon                | 2006 | Electronic Arts | Microsoft Windows                                              | |
| NBA STREET Homecourt                  | 2007 | EA Sports       | PlayStation 3; Xbox 360                                        | |
| Skate                                 | 2007 | Electronic Arts | PlayStation 3; Xbox 360; mobilne                               | |
| Need for Speed: ProStreet             | 2007 | Electronic Arts | Microsoft Windows; PlayStation 3; PlayStation 2; Xbox 360; Wii | |
| Need for Speed: Undercover            | 2008 | Electronic Arts | Microsoft Windows; PlayStation 3; Xbox 360;                    | |
| Skate It                              | 2008 | Electronic Arts | Nintendo Wii; Nintendo DS                                      | Wersje na platformy Nintendo. We współpracy z EA Montreal (wersja na Wii) oraz Exient (wersja na DS) |
| Skate 2                               | 2009 | Electronic Arts | PlayStation 3; Xbox 360                                        | |
| Skate 3                               | 2010 | Electronic Arts | PlayStation 3; Xbox 360                                        | |
| Need for Speed: World                 | 2010 | Electronic Arts | Microsoft Windows                                              | |
| Need for Speed: The Run               | 2011 | Electronic Arts | Microsoft Windows; PlayStation 3; Xbox 360                     | |